# Greatest Hits: 1980-1995
Greatest Hits: 1980-1995 è una raccolta dei singoli di maggior successo registrati dal 1980 al 1995 dalla cantante soul statunitense Aretha Franklin.

## Tracce
1. Freeway Of Love
2. I Knew You Were Waiting (For Me)
3. Jump To It
4. Willing To Forgive
5. Doctor's Orders
6. United Together
7. Who's Zoomin' Who
8. A Deeper Love
9. Honey
10. Get It Right
11. Another Night
12. Ever Changing Times
13. Jimmy Lee
14. (You Make Me Feel Like) A Natural Woman
15. I Dreamed A Dream